# Pont-Aven
Pont-Aven – miejscowość i gmina we Francji, w regionie Bretania, w departamencie Finistère, nazywana we Francji « la cité des peintres » (fr tłum. miasto malarzy), ze względu na pobyty licznych malarzy, między innymi Gauguina.
Według danych na rok 1990 gminę zamieszkiwało 3031 osób, a gęstość zaludnienia wynosiła 106 osób/km² (wśród 1269 gmin Bretanii Pont-Aven plasuje się na 176. miejscu pod względem liczby ludności, natomiast pod względem powierzchni na miejscu 302.).